# المعلمة ماتشيكو
المعلمة ماتشيكو أو خجل المعلمة ماتشيكو (まいっちんぐマチコ先生 مايتشين ماتشيكو سينسيه) هي سلسلة مانغا للكاتب تاكيشي إبيهارا. بدأ صدورها في اليابان في مجلة شونن تشالينج من مايو 1980 حتى فبراير 1982. جُمعت الفصول في ثمانية مجلدات تانكوبون ونشرتها غاكين.
تحولت السلسلة إلى أنمي بواسطة إستديو بيرو والذي عرضه على تلفزيون طوكيو ابتداءً من 8 أكتوبر 1981 حتى 6 أكتوبر 1983. تحولت السلسة أيضًا إلى مقاطع أكشن حية (أوفا)، وفيلمين أكشن حيين مكتملي الطول. حصل كرنشي رول على ترخيص لعرض المسلسل على الإنترنت في 2016.

## القصة
تدور السلسلة حول المعلمة ماتشيكو - مدرسة ابتدائي ترتدي تنورة قصيرة حمراء كاشفة - وتجد نفسها عادةً في مواقف عرضية محرجة. ماتشيكو محبوبة من تلاميذها - خاصةً الأولاد - الذين يبتهجون برفع تنورتها ووضع فخاخ لها. بدلاً من أن تغضب، فإنها ترد بالضحك على ذلك والنطق بجملتها الشهيرة «مايتشينغو» (تعني «محرج»). ماتشيكو عامةً امرأة طيبة جدًا وصبورة وتهتم بتلاميذها وتفعل ما بوسعها لمساعدتهم في حل مشاكلهم.

## وصلات خارجية
- المعلمة ماتشيكو على موقع ANN anime (الإنجليزية)
- المعلمة ماتشيكو على موقع ANN manga (الإنجليزية)

 (بالإنجليزية) (بالإنجليزية)